# تشارلز ريمون
تشارلز ريمون (بالإنجليزية: Charles Raymond)‏ هو كاتب سيناريو ومخرج وممثل بريطاني (وحمل سابقاً جنسية المملكة المتحدة لبريطانيا العظمى وأيرلندا)، ولد في 1858 بلندن في المملكة المتحدة، وتوفي في 1930 في المملكة المتحدة.

## وصلات خارجية
- تشارلز ريمون على موقع IMDb (الإنجليزية)
- تشارلز ريمون على موقع قاعدة بيانات الفيلم (الإنجليزية)
- تشارلز ريمون على موقع كينوبويسك (الروسية)